# Židovski stolp
Židovski stolp je utrjen stolp, ki stoji v Mariboru na Židovski ulici nad Lentom.
Stolp je nastal na območju nekdanje judovske četrti oziroma geta. Sezidali so ga leta 1465 na jugovzhodnem vogalu mariborskega mestnega obzidja. Na njegovem mestu je pred tem stala mestna opazovalnica. Z gradnjo tega stolpa so utrdili obrambo jugovzhodnega dela mesta, saj Vodni stolp in del obzidja, ki je povezoval Vodni in Židovski stolp, takrat še nista obstajala.
Slovenski zgodovinar Vladimir Travner je omenil možnost, da je bila v stolpu judovska šola, saj je iz leta gradnje stolpa ohranjen tudi dokument, ki vsebuje besedo judenshul, kar dobesedno pomeni judovska šola, vendar ta beseda v resnici pomeni sinagogo. V dokumentu cesar Friderik III. naroča judovskemu mojstru Muschu, naj Judu Davidu črta plačilo globe 12 goldinarjev za gradnjo judenshula v Mariboru. Šlo je torej za dela na sinagogi ne na stolpu.
Mariborski judje so morali priskrbeti sredstva za gradnjo stolpa in za vzdrževanje obzidja ob stolpu. Iz leta 1465 je ohranjen tudi dokument, ki priča o tem, da so Judje plačali 40 funtov za vzdrževanje tega dela obzidja, s katerimi so plačali prevoz lesa in gradbene delavce. Namigi, da bi Judje stolp uporabljali za karkoli, razen za obrambne namene, ne obstajajo.
Leta 1501 sta ga kupila mariborska meščana Barbara in Bernardin Drukher, ki sta v nekdanji judovski četrti pridobila tudi več drugih stavb, med drugim zgradbo nekdanje sinagoge v Mariboru. V zadnji četrtini 17. stoletja so stolp povišali in pokrili z zatrepasto streho. Zidovi, debeli 1,5 metra, so v spodnjem delu iz kamna, v zgornjem pa iz opeke.
Stolp je bol sprva last mesta. Leta 1646 je v njem stanoval mestni stražmojster Christof Schäferl. Kasneje je stolp postal Sturzovo, nato pa Altmannovo skladišče sadja. Altmann je imel v 19. stoletju v lasti tudi zgradbo nekdanje sinagoge.
V stavbi od leta 1979 deluje Fotogalerija Stolp, prva slovenska galerija, posvečena sodobni fotografiji. Z njo upravlja Fotoklub Maribor, ki ima v kletnih prostorih svoj sedež in fotografski laboratorij oz. temnico za razvijanje klasičnih fotografskih filmov.